# Stazione di Hackney Wick
La stazione di Hackney Wick è una stazione della ferrovia North London a servizio del quartiere omonimo, nel borgo londinese di Hackney.

## Movimento
L'impianto è servito dai treni della linea Mildway della London Overground, erogati da Arriva Rail London per conto di Transport for London.